# Ozero Murogi
Ozero Murogi (ryska: Озеро Муроги) är en sjö i Belarus.   Den ligger i voblasten Vitsebsks voblast, i den norra delen av landet, 130 km norr om huvudstaden Minsk. Ozero Murogi ligger 144 meter över havet. Arean är 0,33 kvadratkilometer. Den sträcker sig 1,0 kilometer i nord-sydlig riktning, och 1,4 kilometer i öst-västlig riktning.
I omgivningarna runt Ozero Murogi växer i huvudsak blandskog. Runt Ozero Murogi är det ganska glesbefolkat, med 21 invånare per kvadratkilometer.